# 671
Cette page concerne l'année 671  du calendrier julien. Pour l'année 671 av. J.-C., voir 671 av. J.-C.
Pour la b-girl chinoise, voir 671 (danseuse).
L'année 671 est une année commune qui commence un mercredi.

## Événements

### Asie
- Novembre[1] : le moine et voyageur bouddhiste chinois Yijing s'embarque à Canton pour l'Inde sur un bateau persan. Il passe un premier séjour à Sriwijaya (Sumatra), puis atteint le Bengale en février 673. À son retour fin 695, il rapporte en Chine des textes sanscrits et les traduit[2].
- L’Oxus (Amou-Daria) est franchi par les Arabes[3] et Boukhara est prise[4].
- 50 000 familles arabes d’Irak sont implantées aux environs de Merv dans le Khorassan, ce qui permet d’alléger la tension en Irak et de renforcer la domination des Arabes en Iran[5].

### Europe
- Le roi Ecgfrith de Northumbrie et le vice-roi Beornhæth défont les Pictes révoltés au confluent de deux rivières. Le roi vaincu Drust VI mac Donnel est expulsé et remplacé par Brude mac Bili[6].
- Le fils de Grimoald Garibald règne trois mois sur le royaume lombard, puis est renversé la même année par Perctarith, de retour d'exil[7].
- Loup Ier devient duc d'Aquitaine et de Vasconie (671-672)[8]. Il se révolte contre le patrice de Toulouse Félix et se rend indépendant en Aquitaine et Vasconie.

## Décès en 671
- Grimoald Ier de Bénévent, roi des Lombards.

## Personnalité
- 671, nom de scène de Liu Qingyi, b-girl.